# ارتا انیتاش
ارتا انیتاش (انگلیسی: Herta Anitaș؛ زادهٔ ۱۸ august ۱۹۶۲ (۶۲ سال)) ورزشکار روئینگ اهل رومانی است.
وی در مسابقات کشوری و بین‌المللی در مجموع برندهٔ ۱ مدال نقره، ۲ مدال برنز شده‌است.